# قناة تلاقي
قناة تلاقي هي قناة تلفزيونية أطلقتها وزارة الإعلام السورية وتعمل على التقارب بين أطياف المجتمع السوري، والملاقاة بين توجهاتهم في جميع أنحاء سوريا.
ستعتمد قناة «تلاقي» في برامجها على نوعية «التوك شو» وعلى إطلاق برنامج صباحي جديد يعتمد على الصورة البصرية، مختلفاً عن البرامج الصباحية التي اعتاد المشاهد السوري على متابعتها عبر الشاشات السورية.
وبحسب وزارة الإعلام في سوريا فإن من أهداف القناة الأساسية «التوافق مع الدول العربية والعالمية، وتقليص المسافات بسبب الفروقات السياسية مع تلك الدول وشعوبها».
وقد خضع كادرها الجديد من الشباب لدورات مكثفة في بلدان عربية مختلفة منها لبنان. ودخلت تلاقي موسوعة غينيس، بأطول فترة بث تلفزيوني في العالم، لمدة 70 ساعة، في تشرين الثاني من عام 2014.
استمر بث القناة حتى أصدرت وزارة الاعلام السورية قرار يقضي بإغلاق القناة لأسباب اقتصادية.